# Фадєєва Ольга Юхимівна
Фадєєва Ольга Юхимівна (біл. Вольга Яфімаўна Фадзеева; нар. 15 жовтня 1978, Мінськ, Білоруська РСР, СССР) — білоруська та російська актриса театру і кіно.

## Біографія
Народилась 15 жовтня 1978 року.
Батьки Ольги Фадєєвої були артистами балету, тому з ранніх років Ольга теж хотіла стати балериною. Однак її не прийняли в хореографічне училище, і Ольга вступила до театрального ліцею.
У середині 1990-х років Ольга Фадєєва вступила до Білоруської академії мистецтв. У період навчання вона знялася у відеокліпах Олександра Малініна «Треба жити» та Ігоря Демаріна «Мерлін Монро».
У роки навчання режисер Борис Луценко запросив Ольгу на головну жіночу роль у виставі театру імені Горького «Гамлет» (роль Офелії). Тоді й відбувся її дебют на театральній сцені.
1999 року головний режисер Національного академічного театру ім. Янки Купали Валерій Раєвський запросив Ольгу в театр разом з кількома іншими випускниками Білоруської академії мистецтв. З цього часу Ольга — в трупі театру.
Першою роботою актриси в кіно стала епізодична роль у фільмі Маргарити Кисимової «Зорка Венера» (2000 рік). Того ж року Ольга знялася в телесеріалі «Прискорена допомога», який був створений на замовлення ОРТ білоруської телекомпанією «ФІТ» (роль практикантки Маші). Фільм знімався в приміщенні 10-ї міської клінічної лікарні. Потім були зйомки в телесеріалах «Готель», «Виконання бажань» (Валентина Кузнєцова) і «Закон» (Провідниця).
Популярність актрисі приніс серіал «Солдати», в якому вона зіграла головну жіночу роль — сержанта Ірину Пилєєву, що служить в медичній службі військової частини.

### Особисте життя
Ольга Фадєєва одружена з продюсером і постановником трюків Олександром Самохваловим, в травні 2009 року у пари народився син Олексій. На дозвіллі Ольга Фадєєва захоплюється малюванням-пробує свої сили в техніці китайського живопису.

## Творчість

### Фільмографія
- Зорка Венера (2000) — вчителька
- Прискорена допомога 2 (2000—2001) — практикантка Маша
- Закон (2002) — провідниця
- Подружка Осінь (2002) — матір
- Готель «Виконання бажань» (2003) — Валентина Кузнєцова
- Солдати (2004) — сержант Ірина Пилєєва
- Солдати 2 (2004) — сержант Ірина Пилєєва
- Солдати. Здрастуй, рота, Новий рік! (2004) — сержант Ірина Пилєєва
- Солдати 3 (2005) — сержант Ірина Пилєєва
- Ад'ютанти любові (2005) — Килина
- Туристи (2005) — Ольга
- Я пам'ятаю / Отчий дім (2005) — Інна
- Хто в домі господар? (2006) — француженка Наталі Пеше
- Солдати 6 (2006) — сержант Ірина Медведєва
- Солдати 7 (2006) — сержант Ірина Медведєва
- Солдати 8 (2006) — сержант Ірина Медведєва
- Солдати 9 (2006) — сержант Ірина Медведєва
- Солдати 10 (2006) — сержант Ірина Медведєва
- Колишня (2007) — Анна Полянська
- Кімната з видом на вогні(2007) — Аня
- Пантера (2007) — Регіна
- Солдати. Новий рік, твою дивізію! (2007) — Ірина Медведєва
- Фабрика щастя (2007) — Діана
- Чужі (2007) — таємниці Настя
- Дві долі 4. Нове життя (2008) — Варвара
- Непереможний (2008) — Надія Орлова
- Сині ночі (2008) — Віка
- Циганки(2008) — Саша Конова
- Вдовиний пароплав (2010) — Анфіса
- Наркомовский обоз (2011) — Тамара Сімович
- Не шкодую, не кличу, не плачу (2012) — Ольга
- Пряники з картоплі (2011) — Віра
- Вона не могла інакше(2013) — Алевтина Толкачова
- Кров з молоком (2014) — Євгенія

### У театрі
- «Дон Хуан» — Ісавель
- «Дивна місіс Сейвідж» — Фері
- «Івонна принцеса Бургундська» — Іза
- «Більше ніж дощ» — Маша
- «Ерік XIV» — Карін
- «Тополина заметіль» — Оксана
- «Чічіков» — Дама приємна в усіх відношеннях
- «Поминальна молитва» — Бейлке
- «Ромул великий» — Рея, дочка Імператора
- «Сон в літню ніч» — Гермия
- «Село Степанчиково…» — Настасья Евграфовна
- «Трістан і Ізольда» — Ізольда
- «Саламея» — Айше
- «Кривава Мері» — Юна Мері
- «Князь Вітовт» — Ядвіга
- «Ми і Воно» — Клавдія
- «Маестро» — Ілона
- «Гамлет» — Офелія
- «№ 13» — Сестра Фостер
- «Балада про кохання» — Джулія
- «Жайворонок» (інсценізація) — Жанна д'Арк

## На телебаченні

### Інсценування
- За творами О. Пушкіна — Наталі Гончарова[6]
- За творами Вл. Короткевича — Ворогіня
- За твором Вл. Короткевича «Скрипка» — Марта

### Музичні відеокліпи
- А. Малінін «Треба жити»
- І. Демарин «Мерлін Монро»
- В. Калина «Сльоза дівчинки»
- А. Торчілін «Мить»

### Рекламні ролики
- Магазин взуття «Бєлвєст»
- Росбанк «Просто гроші»

## Цікаві факти
Під час зйомок серіалу «Солдати» Ольга навчилася сестринській справі. Вона навіть могла взяти кров з вени на аналіз.